# Christiane Spiel
Christiane Spiel (* 1951 in Wien, geborene Christiane Zörner) ist eine österreichische Bildungspsychologin.

## Leben
Christiane Spiel studierte Mathematik, Geschichte und Psychologie. 1975 erreichte sie ihre Sponsion zur Mag. phil. (Mathematik und Geschichte) an der Universität Wien. 1976 wurde sie zur Dr. phil. (Geschichte) promoviert, 1985 auch zur Dr. rer. nat. (Psychologie). 1995 habilitierte sie sich im Fach Psychologie. Parallel zur Erlangung dieser akademischen Grade war sie von 1975 bis 1978 Gymnasiallehrerin. Danach war sie als wissenschaftliche Mitarbeiterin am Max-Planck-Institut für Bildungsforschung in Berlin sowie als Gastprofessorin an der Universität Graz tätig. Ab 2000 war sie Professorin am neu eingerichteten Arbeitsbereich „Bildungspsychologie und Evaluation“ an der Universität Wien. Ab 2003 war sie Vorstandsvorsitzende der DeGEval – Gesellschaft für Evaluation. Von 2007 bis 2009 war Spiel Präsidentin der European Society of Developmental Psychology. Von 2004 bis 2006 war sie Gründungsdekanin der Fakultät für Psychologie in Wien. Von 2010 bis 2014 war Spiel Präsidentin der Österreichischen Gesellschaft für Psychologie.
Darüber hinaus ist Christiane Spiel Hochschulrätin, Herausgeberin verschiedener internationaler Journale, Mitglied in der Zukunftskommission für das Österreichische Schulwesen und Mitglied weiterer nationaler oder internationaler Kommissionen. Bei den Nationalen Bildungsberichten 2009, 2012, 2015 und 2018 arbeitete sie als Autorin und Herausgeberin mit. Seit 2007 ist sie außerdem Mitglied des Hochschulrates der Bergischen Universität Wuppertal.
Zu ihren Forschungsschwerpunkten gehören Bildungspsychologie, Lebenslanges Lernen, Aggression und Gewaltprävention sowie Integration in multikulturellen Schulen und Geschlechtsstereotype in der Bildungssozialisation. Darüber hinaus beschäftigt sich Spiel mit wissenschaftlicher Evaluation.
Im März 2025 löste sie Stefan Pierer als Vorsitzende des Universitätsrates der Montanuniversität Leoben ab.

## Auszeichnungen
- 2001: Best Practice Preis für Innovative Lehre an der Universität Wien
- 2002: Bank Austria Stiftungspreis für Innovationen in der Lehre im Bereich „Interdisziplinäre Lehre“
- 2006: Preis der Stadt Wien für Geistes- und Sozialwissenschaften
- 2009: Käthe-Leichter-Preis für Frauenforschung, Geschlechterforschung und Gleichstellung vom Bundesministerium für Unterricht, Kunst und Kultur
- 2010: Großes Silbernes Ehrenzeichen für Verdienste um die Republik Österreich
- 2010: Ehrenmedaille der Leibniz Universität Hannover
- 2011: Wissenschaftspreis der Margaretha Lupac Stiftung für Parlamentarismus und Demokratie des Österreichischen Parlamentes
- 2011: Kardinal-Innitzer-Würdigungspreis für Geisteswissenschaften
- 2014: Franz-Emanuel-Weinert-Preis der Deutschen Gesellschaft für Psychologie
- 2016: Österreichisches Ehrenkreuz für Wissenschaft und Kunst I. Klasse[3]
- 2020: Ehrenmitglied der Österreichischen Gesellschaft für Psychologie
- 2022: Ehrensenatorin der Universität Wien[4][5]